# Ruditapes decussatus
La almeja fina (Ruditapes decussatus) es una especie de molusco bivalvo de la familia de los venéridos o almejas de Venus, muy apreciada en el mercado por su sabor y su capacidad de conservación.

## Descripción
Su concha es oval de entre seis y siete centímetros de longitud y unos característicos surcos radiales especialmente marcados en la zona posterior. El cruce de estos pequeños surcos con las estrías de crecimiento forman un entramado reticular.
El color de la parte externa varía entre el blanquecino amarillento y el castaño, en función de la composición del sustrato en el que se críe, mientras que la parte interior es de color blanco brillante con tonos amarillentos y ocasionalmente azulado en la parte más próxima al umbo.
Presenta dos largos sifones (prolongaciones tubulares retráctiles que asoman cuando la almeja entreabre sus conchas) que le permiten permanecer enterrada a profundidades de entre quince y treinta centímetros, soportando así los periodos de desecación de la bajamar.
Por su parecido, se puede confundir con la almeja japónica de la que se diferencia por tener los sifones separados y ser generalmente más clara.
Ruditapes decussatus

Valva derecha e izquierda del mismo animal:

Valva derecha
Valva izquierda

Ruditapes decussatus floridus

Valva derecha e izquierda del mismo animal:

Valva derecha
Valva izquierda

## Hábitat
Habita en los fondos arenosos o fangosos de playas y estuarios, desde las zonas intermareales de hasta unos pocos metros de profundidad en las zonas submareales. Se alimenta  de  microorganismos  vivos que obtiene filtrando el agua del mar a través de un sifón inhalante. La longitud de este sifón le permite permanecer enterrada en la arena entre quince y treinta centímetros de profundidad, soportando así los periodos de desecación de la bajamar.
Está presente en toda la costa atlántica desde el oeste de las islas británicas hasta Senegal. También se encuentra en el Mediterráneo, aunque de manera más escasa.